# 존 블룸 (정치인)
존 브룸(John Broome, 1738년 7월 19일, 영국령 아메리카 뉴욕 식민지 스태튼아일랜드 ~ 1810년 8월 8일, 뉴욕주 맨해튼)은 미국의 정치인으로 제4대 뉴욕주 부지사이다.

## 경력
- 1775 미국 독립전쟁 군 입대(뉴욕시 제2연대 중령)
- 1775 ~ 1777 미국 뉴욕주의회 의원
- 1777 미국 뉴욕주 헌법 제정 회의 대의원
- 1783 ~ 1784 미국 뉴욕시의회 의원
- 1784 미국 뉴욕시 재무장관
- 1785 ~ 1786 미국 뉴욕시의회 의원
- 1785 ~ 1794 미국 뉴욕시 상공회의소 회장
- 1800 ~ 1802 제24·25·26대 미국 뉴욕 하원의원
- 1804 제28대 미국 뉴욕 상원의원
- 1804.07 ~ 1810.08 제4대 뉴욕 부지사

## 역대 선거 결과
| 선거명      | 직책명                    | 대수 | 정당           | 득표율 | 득표수   | 결과 | 당락             |
| ----------- | ------------------------- | ---- | -------------- | ------ | -------- | ---- | ---------------- |
| 1789년 선거 | 하원의원 (뉴욕 제2선거구) | 1대  | 반연방주의자당 | 12.62% | 372표    | 2위  | 낙선             |
| 1802년 선거 | 하원의원 (뉴욕 제2선거구) | 8대  | 민주공화당     | 48.56% | 1,212표  | 2위  | 낙선             |
| 1804년 선거 | 뉴욕 부지사               | 4대  | 민주공화당     | 58.20% | 30,829표 | 1위  | 뉴욕 부지사 당선 |
| 1807년 선거 | 뉴욕 부지사               | 4대  | 민주공화당     | 53.09% | 35,074표 | 1위  | 뉴욕 부지사 당선 |
| 1810년 선거 | 뉴욕 부지사               | 4대  | 민주공화당     | 54.15% | 43,094표 | 1위  | 뉴욕 부지사 당선 |